# Gare de Gannes
Gare de Gannes – przystanek kolejowy w Gannes, w departamencie Oise, w regionie Hauts-de-France, we Francji.
Jest przystankiem kolejowym Société nationale des chemins de fer français (SNCF), obsługiwaną przez pociągi TER Picardie.

## Położenie
Znajduje się na wysokości 123 m n.p.m., na km 87,380 linii Paryż – Lille, pomiędzy stacjami Saint-Just-en-Chaussée i Breteuil-Embranchement.

## Historia
Przystanek został otwarty w 1846 przez Compagnie du chemin de fer du Nord wraz z odcinkiem Paryż - Amiens.

## Usługi
Jest obsługiwany przez pociągi TER Picardie linii 22 Paryż-Amiens.